# 41. Sinfonie (Mozart)
Die Sinfonie C-Dur Köchelverzeichnis 551 komponierte Wolfgang Amadeus Mozart im Sommer 1788 in Wien. Nach der Alten Mozart-Ausgabe trägt die Sinfonie die Nummer 41. Es ist Mozarts letzte Sinfonie. Ihr Beiname Jupiter-Sinfonie (später auch Jupitersinfonie) tauchte erstmals Anfang des 19. Jahrhunderts auf.

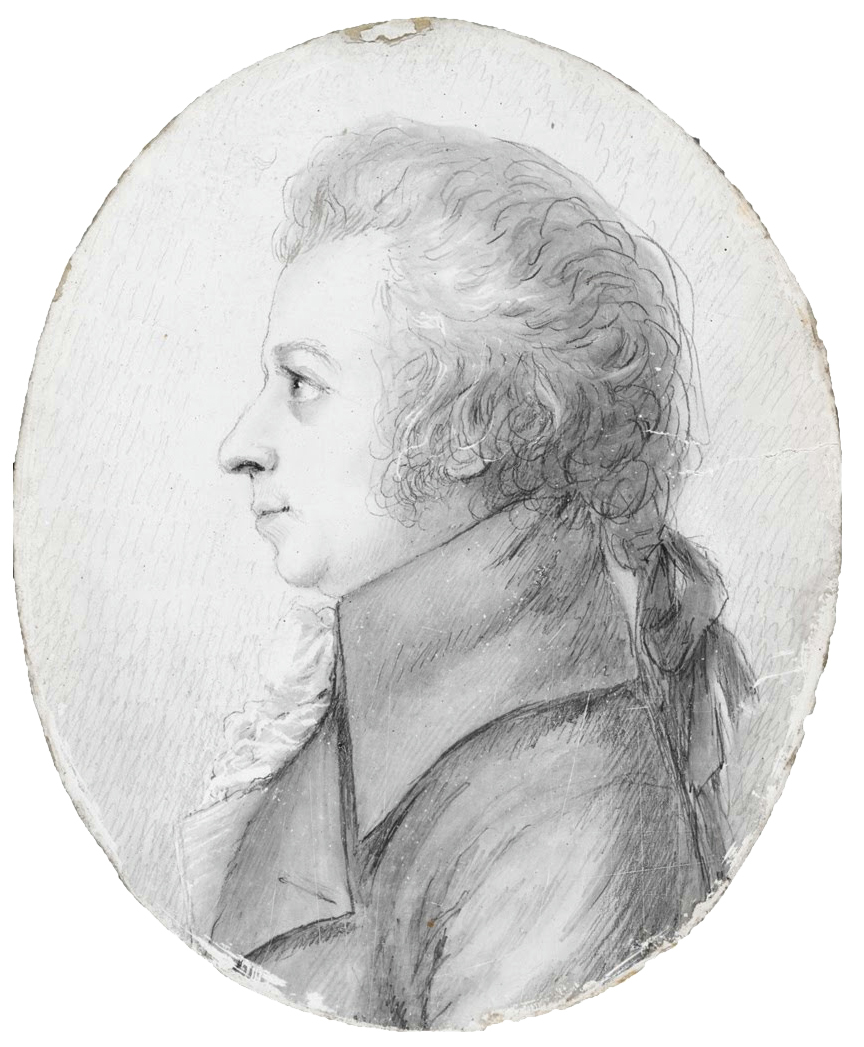
Mozart im Jahr 1789, Silberstiftzeichnung von Dora Stock

## Allgemeines
Bezüglich der Entstehungsgeschichte der im Zusammenhang zu betrachtenden Sinfonien Köchelverzeichnis (KV) 543 (Es-Dur), 550 (g-Moll) und 551 siehe bei KV 543.
Am 10. August 1788 trug Mozart die Fertigstellung der Sinfonie KV 551 (als Nummer 92) in sein eigenes Werkverzeichnis mit folgenden Worten ein: „Eine Sinfonie. – 2 violini, 1 flauto, 2 oboe, 2 fagotti, 2 Corni, 2 clarini, Timpany, viole e Baßi.“ Nach Mozarts Tod wurde das Werk – insbesondere das Finale – als eines der gelungensten Stücke der Sinfonik angesehen und erhielt teilweise den Titel „Sinfonie mit der Schlussfuge“. In der Allgemeinen musikalischen Zeitung von 1808 heißt es, dass das Werk in Leipzig inzwischen „ein so erklärtes Lieblingsstück der hiesigen Kunstfreunde [ist], dass wir sie ihnen kein Jahr vorenthalten.“ Insbesondere in London erfuhr das Werk besondere Wertschätzung, wurde 1810 als Partitur gedruckt und als „höchster Triumph der Instrumentalkomposition“ gefeiert.
Als letzte Sinfonie Mozarts unterlag KV 551 teilweise einer etwas romantischen Deutung in dem Sinne, dass Mozart in dem Wissen, dass es seine letzte Sinfonie sei, eine Art Zusammenfassung dessen komponiert habe, was überhaupt in der Sinfonik zu sagen möglich sei, also quasi ein „Schlusswort“. Andererseits erscheint es unwahrscheinlich, dass Mozart 1788 seinen Tod im Jahr 1791 vorausgesehen haben soll und mit KV 551 einen Schlussstrich ziehen wollte.

### Beinamen, Titel
Neben dem Beinamen „Sinfonie mit der Schlussfuge“, der heute kaum noch gebraucht wird (in der dritten Auflage des Köchelverzeichnisses von 1937 aber noch als Haupt-Untertitel), ist v. a. der Titel „Jupiter“ bzw. „Jupiter-Sinfonie“ gebräuchlich. In den Tagebüchern des englischen Verlegers Vincent Novello und seiner Frau Mary, die 1829 Constanze Mozart in Salzburg besuchten, findet sich am 7. August eine Eintragung, nach der Mozarts Sohn erwähnte, dass der Konzertveranstalter Johann Peter Salomon das Werk mit den Beinamen „Jupiter“ bezeichnet habe. Kurt Pahlen verweist zudem auf eine andere „Legende“, nach der der Beiname auf den Pianisten Johann Baptist Cramer zurückgehen soll, um ihre „göttliche Vollkommenheit“ zu bezeichnen.
Der Titel „Jupitersinfonie“ taucht erstmals im Programm vom Edinburgh Musikfestival vom 20. Oktober 1819 auf, danach im Programm der Londoner Königlichen Philharmonie vom 26. März 1821, und im Juni 1822 schreibt der Londoner Korrespondent der Allgemeinen musikalischen Zeitung: „Das dritte [Konzert] am 25sten März (…) begann mit der hier so beliebten, und unter dem Namen Jupiter bekannten Sinfonie in C dur von Mozart.“ 1822 wurde eine Bearbeitung der Sinfonie von Muzio Clementi für Klavier veröffentlicht, die im Titel die Bezeichnung „Jupiter“ trägt und die den Gott Jupiter auf Wolken thronend sowie mit Blitz und Donner in den Händen darstellt. Andererseits findet sich die Jupiter-Assoziation auch in der Besprechung der Aufführung der Sinfonie KV 550 in der Allgemeinen musikalischen Zeitung vom 1. Mai 1805.

### Rezensionen (Beispiele)
- Allgemeine musikalische Zeitung vom 4. November 1846: „Die Sinfonie von Mozart mit der Schlussfuge, Wie rein und klar sind alle Bilder darin! Nicht mehr und nicht weniger hat jedes, als es seiner Natur nach haben soll.“[8]
- Bernhard Paumgartner[9]: „Wie ein Triumphgesang kraftbewußter Herrlichkeit hebt sich die C-dur-Symphonie (…) als strahlender Ausklang über alles Erdenleid zu lichten Höhen. Beglückung des Seins im kühn spielenden Bezwingen der Materie zu edler Geistesform ist ihr Sinn.“
- Kurt Pahlen[7] zum Finale: „Hier kann uns Mozart selbst als Gott erscheinen, der nach freiem Willen Sternbilder in der Unendlichkeit des Weltraums schafft, zusammenfügt und lenkt. Die Großartigkeit dieses Satzes entgeht keinem Hörer; aber sein volles Verständnis erschließt sich nur den Eingeweihten, die diesem vollendeten polyphonen Geflecht, den Stimmen und Themen folgen können.“

Weitere Zitate siehe beim vierten Satz.

## Zur Musik
Besetzung: Querflöte, 2 Oboen, 2 Fagotte, 2 Hörner in C (im 2. Satz in F), 2 Trompeten in C, Pauken, I. Violine, II. Violine, Viola, Violoncello, Kontrabass. Möglicherweise wurde zudem in zeitgenössischen Orchestern ein Cembalo zur Verstärkung der Bass-Stimme eingesetzt. Cello und Kontrabass notiert Mozart im ersten Satz getrennt.
Aufführungszeit: ca. 30–35 Minuten
Bei den hier benutzten Begriffen der Sonatensatzform ist zu berücksichtigen, dass dieses Schema in der ersten Hälfte des 19. Jahrhunderts entworfen wurde (siehe dort) und von daher nur mit Einschränkungen auf die Sinfonie KV 551 übertragen werden kann. – Die hier vorgenommene Beschreibung und Gliederung der Sätze ist als Vorschlag zu verstehen. Je nach Standpunkt sind auch andere Abgrenzungen und Deutungen möglich.

### Erster Satz: Allegro vivace
C-Dur, 4/4-Takt, 313 Takte
Die Audiowiedergabe wird in deinem Browser nicht unterstützt. Du kannst die Audiodatei herunterladen.
Das erste Thema (Takt 1–8, je nach Sichtweise auch bis Takt 55) ist symmetrisch aus jeweils vier Takten Vorder- und Nachsatz aufgebaut, die wiederum aus jeweils zwei kontrastierenden Phrasen bestehen: Drei Akkordschläge mit Schleiferfigur (hier: Triolen) im Forte (Phrase 1) und eine aufsteigende Vorhaltsfigur mit punktiertem Rhythmus im Piano (Phrase 2). Einige Autoren assoziieren Phrase 1 mit „männlich“ und Phrase 2 mit „weiblich“. Der Aufbau des Themas entspricht einer Standard-Einleitungsfloskel für Sinfonien, die Triolen-Schleiferfigur findet sich bei Mozart in ähnlicher Form z. B. bei KV 96, KV 338 und KV 504.
Ab Takt 9 folgt eine marschartige Forte-Passage mit typischem Fanfarenrhythmus der Bläser, Akkordschlägen sowie einer weiteren Schleiferfigur der Streicher, hier als absteigende Zweiunddreißigstel-Folge (in Sechzehnteln ebenfalls im vierten Satz). Nach der Fermate auf dem Unisono-G in Takt 23 wird das erste Thema als Piano-Variante mit gegenstimmenartigen Holzbläsern und ohne Bass wiederholt. Eine weitere Wiederholung folgt ab Takt 37 im Forte in der Dominante G-Dur, wobei die zweite Phrase nun sequenzartig fortgesponnen wird und ab Takt 49 wieder in die Marsch-Passage übergeht. Diese endet in Takt 55 auf der Doppeldominante D-Dur mit anschließender Generalpause.
Der folgende Abschnitt (ab Takt 56) wird überwiegend als zweites Thema angesehen während Peter Revers die Passage als „Dominantfeld mit thematischen Anklängen“ bezeichnet und das eigentliche zweite Thema erst ab Takt 101 sieht. Das Thema (G-Dur) wird im Streicherpiano vorgetragen und besteht aus zwei Motiven (aufsteigendes Dreitonmotiv und tänzerische Figur mit Triller), wobei das Dreitonmotiv im Bass versetzt auftritt und die 2. Violine mit durchlaufender Achtelbewegung begleitet. Das Thema wird variiert wiederholt und geht dann in eine Passage über, bei der die zweite Phrase vom ersten Thema im Bass mit einem neuen Motiv der 1. Violine kombiniert wird. Die Bewegung verebbt und hört „harmonisch offen, wie ein Fragezeichen“ in Takt 80 mit einer weiteren Generalpause auf.
Die Audiowiedergabe wird in deinem Browser nicht unterstützt. Du kannst die Audiodatei herunterladen.
Unerwartet folgt nun in ein Forte-Ausbruch des ganzen Orchesters mit Tremolo, der sich von c-Moll über C-Dur und F-Dur wiederum nach C-Dur (aufsteigender gebrochener Akkord) bewegt und schließlich in G-Dur mündet. Mit der anschließenden Passage (ähnlich wie ab Takt 39 mit Fortspinnung des Motivs von Phrase 2 des ersten Themas) wird die Spannung nochmals aufgebaut, bricht jedoch in Takt 99/100 wiederum überraschend als im Piano absteigender gebrochener D-Dur-Septakkord der 1. Violine und einer dritten Generalpause vollständig ab.
Das anschließende, volkstümlich-tänzerische Thema (G-Dur), das z. B. Peter Revers als „eigentliches“ zweites Thema ansieht, wird sonst meist als Schlussgruppenbeginn oder als drittes Thema bezeichnet. Es basiert auf der Arie „Un bacio di mano“ KV 541. Die Exposition schließt mit Tremolo und den Schleifer-Figuren des Marschabschnittes in Takt 120 und wird wiederholt.
Die Audiowiedergabe wird in deinem Browser nicht unterstützt. Du kannst die Audiodatei herunterladen.
Die Durchführung lässt sich in zwei Teile gliedern: Der erste Teil (Takt 121–160) beginnt mit einer Unisono-Einleitung der Bläser nach Es-Dur und basiert auf dem dritten Thema, insbesondere auf Modulationen von dessen Schlussfloskel im Wechsel von Violinen und Viola/Bass. Von Takt 133–138 treten auch die Fanfaren-Rhythmen vom Marsch-Abschnitt hinzu. Der zweite Teil (Takt 161–188) greift anfangs das erste Thema als Scheinreprise wieder auf, allerdings in der Subdominante F-Dur und im Piano. Es folgen Rückungen der ersten Phrase vom ersten Thema über C-Dur, D-Dur und E-Dur. Ab Takt 171 tritt zudem die Zweiunddreißigstel-Schleiferfigur des Marschabschnittes über einer chromatischen Basslinie hinzu. Mit der Schlussfloskel vom dritten Thema, die versetzt von Oboe und Fagott gespielt wird, folgt die Überleitung zur Reprise, die in Takt 189 einsetzt.
Die Reprise weicht in einigen Aspekten von der Exposition ab, die v. a. die Klangfarbe und die Instrumentierung betreffen. Bspw. ist der zweite Auftritt des ersten Themas nach dem Unisono-G mit Fermate in Moll gehalten, und auch der Moll-Ausbruch im Forte ist ausgedehnter. Durchführung und Reprise werden nicht wiederholt.

### Zweiter Satz: Andante cantabile
F-Dur, 3/4-Takt 101 Takte, Streicher mit Dämpfern
Die Audiowiedergabe wird in deinem Browser nicht unterstützt. Du kannst die Audiodatei herunterladen.
Das erste Thema beginnt zunächst als auftaktige, pausendurchsetzte und im punktierten Rhythmus aufsteigende Figur („Wandermotiv des klassischen Zeitalters“, d. h. ähnliche Motive finden sich häufig bei Zeitgenossen Mozarts). In Takt 2 und 4 ist der zweite Viertelschlag des Taktes (der normalerweise unbetont ist) durch den Forte-Akkord des ganzen Orchesters betont („metrisch störende Akzente“), wodurch der Dreiertakt verschleiert wird. Der Themenansatz in Takt 5 erreicht nach Streifung von d-Moll den gesanglich-lyrischen Nachsatz des Themas. Hier sind insbesondere Oboe und dann Flöte für die Klangfarbe bestimmend. Ab Takt 11 wird das Thema als Variante wiederholt, wobei im „Wandermotiv“ der Bass stimmführend ist und die Violinen mit ihrer Zweiunddreißigstel-Figur (vom Nachsatz abgeleitet) ein gegenstimmenartiges Motiv ergänzen.
Ab Takt 19 folgt eine unerwartete Wendung nach c-Moll, die durch Synkopen, Akzente, Dissonanzen und Chromatik unruhig-erregten Charakter bekommt. Teilweise wird diese Passage im Sinne eines zweiten Themas aufgefasst. Kontrastierend dazu steht das gesangliche, aufsteigende Motiv ab Takt 28, das unterschiedlich interpretiert wird: als zweites Thema oder als drittes Thema bzw. Beginn der Schlussgruppe. Es ist unterlegt von durchlaufender Triolenbewegung der 2. Violine. Ggf. als Nachsatz zu diesem Motiv ist die Passage ab Takt 32 aufzufassen, die mit dem Vordersatz durch die weiterhin durchlaufende Triolenbewegung verknüpft und durch ein Tonwiederholungsmotiv gekennzeichnet ist. Dieses verschleiert durch sein Zweier-Metrum den Dreiertakt, ähnlich wie zu Beginn des Satzes. Mozart setzt das Motiv dann auch in Engführung von Violine und Flöte und wiederholt nach einem chromatisch verdichteten Übergang den Vordersatz als Variante (Dialog von Violinen und Flöte/Oboe). Die Exposition endet in Takt 44 und wird wiederholt.
Die Durchführung (Takt 45–59) hebt das Motiv vom Synkopenabschnitt aus Takt 19 ff. auf verschiedene harmonische Stufen (z. B. d-Moll, es-Moll). Manche Autoren verwenden auch die Bezeichnung „Mittelteil“, da keine Verarbeitung von Material der Exposition im engeren Sinne erfolgt. Die Rückführung zur Reprise setzt in Takt 56 als chromatischer Bläserdialog an, der auf einer Floskel vom dritten Thema basiert.
Die Reprise (ab Takt 60) beginnt mit dem ersten Thema in variierter Klangfarbe ähnlich Takt 11. Der Nachsatz wird nun aber ausgelassen, dafür bekommt die Zweiunddreißigstel-Figur mehr Gewicht und steigert sich in einer Fortspinnung bis zum Forte (Takt 65) und C-Dur-Fortissimo (Takt 71), begleitet von fanfarenartigen Rhythmen der Bläser. Der Synkopenabschnitt entsprechend Takt 19 ff. ist auf zwei Takte verkürzt und wirkt hier nicht mehr als starker Einbruch. In der Coda ab Takt 92 greift Mozart nochmals das erste Thema auf und lässt den Satz im Pianissimo verhauchen. Das Wiederauftreten vom ersten Thema hat Mozart erst nachträglich eingearbeitet.
Durchführung und Reprise werden nicht wiederholt. Insgesamt klingt das Geschehen durch die Dämpfung der Violinen „wie von ferne, gleichsam wie hinter einem Schleier“.

### Dritter Satz: Menuetto. Allegretto
C-Dur, 3/4-Takt, mit Trio 87 Takte
Die Audiowiedergabe wird in deinem Browser nicht unterstützt. Du kannst die Audiodatei herunterladen.
Das Thema des Menuetts wird zunächst piano vorgetragen. Es ist symmetrisch aus zwei viertaktigen Hälften (aus zweitaktigen Bausteinen) aufgebaut. Hauptbestandteil ist eine chromatisch absteigende Linie der Violinen,  in deren Schlusswendung auch Blechbläser und Pauken dazutreten. Anschließend greift das ganze Orchester die absteigende Linie auf und weitet die Schlusswendung aus. Zu Beginn des zweiten Teils baut Mozart eine Spannung auf, indem er die absteigende Linie in den Holzbläsern über dem durchlaufend wiederholten G der Hörner sequenziert und nach dem Forte-Unisono-Signal in Takt 26–28 zudem imitatorisch zwischen Ober- und Unterstimmen verarbeitet (inklusive aufsteigender Gegenstimme mit Triller). Ebenfalls imitatorisch und nur für Holzbläser setzt auch die Reprise ab Takt 44 im Piano ein. Die letzten acht Takte sind ähnlich wie im ersten Teil strukturiert.
Der erste Teil vom Trio (F-Dur, ohne Clarini und Pauken) besteht aus dem Wechsel einer Vorhaltsfloskel der Bläser (erinnert an Schlusswendungen von Sätzen) und einer tänzerischen, fallenden Staccato-Figur von 1. Violine und 1. Oboe. Der zweite Teil beginnt kontrastierend im Forte: Holzbläser und  1. Violine spielen eine Melodielinie aus ganztaktigen Noten, deren Anfang das Thema vom vierten Satz zitiert, begleitet von den übrigen Instrumenten im rhythmisch wiederholten Unisono-E. Ab Takt 80 folgt die instrumental variierte Wiederholung des Anfangs.
Die Audiowiedergabe wird in deinem Browser nicht unterstützt. Du kannst die Audiodatei herunterladen.

### Vierter Satz: Molto allegro
C-Dur, 2/2-Takt (alla breve), 423 Takte
Insbesondere zu diesem Satz liegen zahlreiche Analysen vor. Vom Prinzip dem Schema eines Sonatensatzes ähnlich (Exposition – Durchführung – Reprise – Coda), sind zudem fugenartig strukturierte Abschnitte (Fugato) eingebaut. Fünf von sechs Themen/Motiven des Satzes werden in der Coda gleichzeitig einander gegenübergestellt.
Die Audiowiedergabe wird in deinem Browser nicht unterstützt. Du kannst die Audiodatei herunterladen.
Diese Verbindung von „gelehrter“, barocker Fuge und „galantem“ klassischen Stil zeigt bereits das Thema am Satzanfang: Es ist periodisch angelegt mit jeweils vier Takten Vorder- und Nachsatz. Der Vordersatz wird nur von den Violinen bestritten: die 1. Violine spielt das barock-choralartige Motiv c-d-f-e in ganzen Noten (im Folgenden: Motiv A), jedoch als galant-klassisches Moment unterlegt von der Achtelbewegung der 2. Violine. Anstelle einer barocken Fortspinnung (wie sie sich in Takt 36 ff. findet) verwendet Mozart für den Nachsatz ein tänzerisches Motiv (Motiv B), in dem auch die aus dem ersten Satz bekannte Schleiferfigur wieder erscheint. Die 2. Violine setzt ihre Achtelbewegung fort, Bass und Viola treten begleitend hinzu. Motiv A vom Vordersatz basiert auf der dritten Zeile des gregorianischen Hymnus Pange lingua. Es findet sich auch bei anderen Komponisten (z. B. dem Gradus ad Parnassum von Johann Joseph Fux und im Schlusssatz von Joseph Haydns Sinfonie Nr. 13); Mozart selbst verwendete es in den Sinfonien KV 16, KV 45b und KV 319 sowie den Messen KV 192 (dort: im Credo) und KV 257 (dort: im Sanctus). Motiv B wird als einziges im weiteren Satzverlauf nicht mehrstimmig verarbeitet.
Ab Takt 9 wird das Thema im Forte des ganzen Orchesters mit variiertem und wiederholtem Nachsatz aufgegriffen, wobei die Bässe anfangs die Schleiferfigur betonen. In Takt 19 beginnt (ähnlich wie im ersten Satz) eine marschartige Passage, bei der das Signal- oder Fanfarenmotiv C (punktierter Rhythmus und Achtellauf abwärts) das erste Mal auftritt. Die Marschpassage endet in Takt 35 auf der Dominante G.
In Takt 36 setzt nun ein barock anmutendes Fugato mit Motiv A ein, bei dem ab Takt 57 Motiv D1 (aufsteigende Viertelfolge mit Triller) hinzukommt. Dieses Motiv besitzt noch eine schließende Wendung mit großen Intervallsprüngen (Motiv D2). Mit den „rollenden“ Achteln von Motiv C endet der Abschnitt auf der sich ab Takt 64 etablierenden Doppeldominante D.
Das gesangliche zweite Thema (ab Takt 74, Motiv E) wird im G-Dur-Piano von den Streichern vorgestellt – und zwar in derselben Struktur wie vom Satzanfang: stimmführende 1. Violine, 2. Violine mit durchlaufenden Achteln, Viola und Bass mit einzelnen, grundierenden Tönen. Dazu geben die Holzbläser versetzt Einwürfe von Motiv D2, D1 und C. Das Thema wird wiederholt. Die durchlaufende Achtelbewegung der 2. Violine wird dann auch von der 1. Violine aufgegriffen und über einem Orgelpunkt auf D fortgesponnen, während sich Flöte und Fagott Motiv D1 zuwerfen.
In Takt 94 wechselt die Klangfarbe mit Hinzutreten der Blechbläser: das eben noch gesanglich-sanfte Motiv E wird nun im Forte versetzt von den Instrumenten fortgesponnen (anfangs nur der Motivkopf) und bekommt einen etwas heroischen Charakter. Die „rollenden“ Achtelläufe abwärts von Motiv E leiten dann zu einer homophonen Passage mit Motiv B über. Diese (Takt 115 ff.) hat wiederum  fanfarenartig-marschähnlichen Charakter, der auch ab Takt 135 beibehalten wird, wo das Fanfaren-Motiv C versetzt auftritt – teilweise auch in seiner Umkehrung (Achtellauf aufwärts statt abwärts). Über einem pochenden Orgelpunkt auf G endet die Exposition mit dem vom Oboe/Fagott gespielten Motiv C in Takt 157. Die Exposition wird wiederholt.
Die Durchführung beginnt im Piano mit Motiv A in den Streichern über einem wiederum pochenden Orgelpunkt auf G, als „Nachsatz“ verwendet Mozart das Fanfaren-Motiv C in Oboe und Fagott. Diese Folge wird nun – nach einem „Abrutschen“ – von E aus wiederholt und geht in Takt 172 in die eigentliche Durchführungspassage über. Sie basiert im Wesentlichen auf Motiv C, das versetzt in den Instrumenten auftritt und dabei zuerst im Quintenzirkel abwärts in Dur und dann aufwärts in Moll sequenziert wird:
- (E-Dur (Takt 166) –) A-Dur (Takt 172) – D-Dur (Takt 176) – G-Dur (Takt 180) – C-Dur (Takt 183) – F-Dur (Takt 187)
- F-Dur (Takt 187) – c-Moll (Takt 191) – g-Moll (Takt 196) – d-Moll (Takt 202).

Kennzeichnend sind dabei auch die Einwürfe der Blechbläser mit dem Kopf von Motiv C. Bei der Sequenzierung aufwärts sind kleine chromatische Piano-Passagen in den Holzbläsern mit Motiv A eingeschaltet. Mit einer solchen Passage wechselt Mozart ab Takt 205 von d-Moll zu einem Abschnitt, der zwischen H-Dur und e-Moll pendelt (Takt 210–219) und schließlich mit weiterer Chromatik und Motiv C zur Reprise überleitet.
In der Reprise (ab Takt 225) ist v. a. der Abschnitt bis zum Eintritt des zweiten Themas verändert: bei der Wiederholung des ersten Themas wird die Schleiferfigur im Bass/der Viola ausgeweitet, Motiv A tritt dabei ab Takt 243 auch als Variante im Bass auf. Das barocke Fugato entsprechend Takt 36–52 fehlt. Ab dem zweiten Thema (Takt 272 ff.) ist die Reprise ähnlich der Exposition strukturiert. Die Reprise endet in Takt 356, wird zusammen mit der Durchführung wiederholt und geht dann über Motiv C, dass in Originalgestalt (Bass) und Umkehrung (übrige Streicher) auf einem C-Dur-Septakkord gespielt wird, in die Coda über.

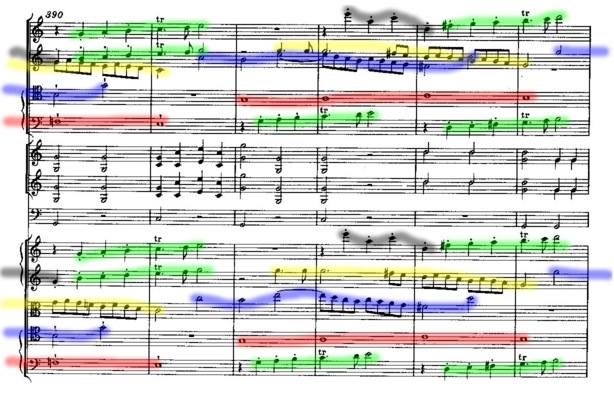
Coda, Takt 390–395. Rot: Motiv A, gelb: Motiv C, grün: Motiv D1, schwarz: Motiv D2, blau: Motiv E.

Diese beginnt „geheimnisvoll, schwerelos und fast ohne nachvollziehbare metrische Bewegung“ (Takt 360 ff.) im Piano mit Motiv A in seiner Umkehrung und geht in Takt 372 in ein Fugato über, bei dem die fünf Motive A, C, D1, D2 und E versetzt durch die Instrumente wandern. Insbesondere dieser Abschnitt wird von vielen Autoren hervorgehoben:
- „Hier ist Jupiter Gebieter über Welt und Welten, Schöpfer der absoluten Schönheit, Symbol von Gleichmaß und Vollendung.“[7]
- „Mit diesem Material öffnet Mozart nun alle Schleusen des mehrfachen Kontrapunktes; in immer neuer Verschlingung schlagen die vertrauten Gedanken an das Ohr der Hörers, und er kann nur staunen über die wunderbare Leichtigkeit, mit der diese aufs höchste gesteigerte Lebensenergie auf ihn eindringt.“[11]
- „Diese Stelle wirkt in ihrer Gestik und Stimmführung wie ein quirliges Ensemble der verschiedenen Charaktere und Personen einer Opera buffa: eine klass[ische] Dramatisierung der Instrumentalmusik.“[16]

Mit Wechsel von Takt 401 zu 402 schlägt „diese höchste Komplexität beinahe vermittelungslos in fast naive Homophonie“ mit der „Marsch-Passage“ (Motiv B) um, die in der Reprise ausgelassen wurde. Der Satz endet mit C-Dur – Fanfaren. Insgesamt ist der Schluss dieses Satzes „fast notengleich wie das Ende des I. Aufzuges der Zauberflöte“.